# Cleveland (Illinois)
Cleveland – wieś w Stanach Zjednoczonych, w stanie Illinois, w hrabstwie Henry.